# Сомовщина (Юрьянский район)
Сомовщина — деревня в Юрьянском районе Кировской области в составе Медянского сельского поселения.

## География
Находится на расстоянии примерно 13 километров на запад-северо-запад по прямой от поселка Мурыгино.

## История
Официально упоминается с 1873 года как деревня Сырчевская или Мамоньшина с 3 дворами и 32 жителями, в 1905 году как Сычевская 3-я (Сосновшины) с 7 дворами и 30 жителей, в 1926 году как отдельное село Никольское с 3 дворами и 10 жителями и деревня Самовщина с 7 дворами и 47 жителями, в 1950 уже единая деревня Самовщина с 15 хозяйствами и 35 жителями. В 1989 году в деревне Сомовщина оставалось 10 жителей. Остаются в деревне руины Никольской церкви. Ныне имеет дачный характер.

## Население
Постоянное население составляло 3 человека (русские 100 %) в 2002 году, 0 в 2010.